# Linux-disztribúciók listája

GNU/Linux Distro Timeline, A Linux disztribúciók fejlesztésének időrendje

A Linux-disztribúciók a Linux-kernelre épülő terjesztések. Linux kernel mellett több-kevesebb szabad szoftvert és kereskedelmi szoftvert tartalmazhatnak. Az alábbi lista a leginkább használt Linux disztribúciókat tartalmazza.

## Aktív magyar fejlesztésű disztribúciók
- blackPanther OS
- UHU-Linux (hivatalosan megszűnt 2014-ben, de UBK néven[1]aktív)
- Rave OS

## Inaktív magyar fejlesztésű disztribúciók
- Frugalware (alvó projekt 2016 óta)
- LiveDosGames (megszűnt 2008-ban)
- SuliX (alvó projekt 2017 óta)
- Susie (megszűnt 2010-ben)

## A legnépszerűbb disztribúciók
A distrowatch.com -on Linux disztribúciók leírásai találhatóak külön oldalakon és ezen oldalak látogatottságáról statisztikát tesz közzé. Ezt sokan tévesen egyértelmű népszerűségi statisztikának veszik, pedig maga a weboldal is figyelmeztet, hogy ezek a statisztikák nem kapcsolódnak sem a használathoz, sem a minőséghez és nem használható a piaci részesedés mérésére, egyszerűen csak azt mutatják, hogy a distrowatch.com-on egy nap hányszor nézték meg egy disztribúció oldalát. Ez tág hibahatárok között utalhat a disztribúció népszerűségére, de közvetlenül sorrendet nem jelent. A számlálókkal való csalás megnehezítésére egy IP címről egy nap csak egy találat számít.

A distrowatch alapján az 50 "legnépszerűbb" disztribúció
(az utóbbi egy év napi átlagos oldallátogatottsága alapján - 2021-09-23):
- MX Linux
- Manjaro
- Linux Mint
- EndeavourOS
- Pop! OS
- Ubuntu
- Debian
- elementaryOS
- Fedora
- Garuda
- OpenSUSE
- KDE Neon
- Zorin
- Solus
- Arch Linux
- antiX
- deepin
- Puppy Linux
- PClinuxOS
- Linux Lite
- Kali Linux
- CentOS
- ArcoLinux
- Linuxfx
- FreeBSD
- Mageia
- Slackware
- Ubuntu Kylin
- Q4OS
- SparkyLinux
- Alpine
- Artix
- Lubuntu
- Tails
- Kubuntu
- Devuan
- Peppermint
- Xubuntu
- EasyOS
- Void
- Bluestar
- KaOS
- Gecko
- GhostBSD
- Parrot
- RebornOS
- PureOS
- Gentoo
- Ubuntu MATE
- Android-x86

## Debian-alapú
- Debian
- 64 Studio
- aptosid
- BeatrIX
- Bharat Operating System Solutions
- Corel Linux
- CrunchBang Linux
- Dreamlinux
- Elive
- Finnix
- Freespire
- Gibraltar
- gnuLinEx
- grml
- Hikarunix
- HoleOS
- Kali Linux
- Kanotix
- Knoppix
- Kurumin
- LEAF Project
- LiMux
- Linspire
- Linux Mint Debian Edition
- Linux Router Project
- Maemo
- MEPIS
- MintPPC
- NepaLinux
- OpenZaurus
- Parsix
- Progeny Componentized Linux
- PureOS
- Rxart
- Rasbian
- Sacix
- Skolelinux
- Sunwah Linux
- Symphony OS
- Ubuntu
- Ulteo
- UserLinux
- Vyatta
- Xandros Open Circulation Edition
- Xebian

### Knoppix-alapú
- Feather Linux
- Damn Small Linux
- Kaella
- Musix GNU/Linux

### Ubuntu-alapú

#### Hivatalos disztribúciók
A Canonical Ltd. által fejlesztett Ubuntu változatok. Általában csak a csomagok vannak másként összeválogatva, és közös tárolóból működnek az alap Ubuntu verziókkal.
- Edubuntu
- Gobuntu
- Kubuntu
- Lubuntu
- Ubuntu JeOS
- Ubuntu Mobile
- Ubuntu Netbook Edition[2]
- Ubuntu Server Edition
- Ubuntu TV
- Ubuntu for Android
- Xubuntu

#### "Társult" disztribúciók
A Canonical Ltd. által valamely más céggel közösen fejlesztett disztribúció.
- Mythbuntu
- Ubuntu Studio
- HP Mi az Ubuntu 8.04 LTS alapul, melyet a Canonical és a HP tervezett a HP Mini 1000 és 110 szériás netbookokon való használatra.[3]

#### Egyéb disztribúciók
Nemhivatalos változatok, amelyek a Canonical Ltd.-től függetlenül fejlesztenek Ubuntu alapokon.
- Asturix
- Aurora
- BackTrack
- Baltix
- ABC GNU/Linux
- BlankOn
- Bodhi Linux
- Buildix
- Cuba
- EasyPeasy
- Eeebuntu
- Elementary OS
- Element OS
- Fluxbuntu
- gNewSense
- Goobuntu
- gOS
- Guadalinex
- Hiweed
- Impi Linux
- Joli OS
- Karoshi
- Kuki Linux
- Leeenux Linux
- PSUbuntu
- LinuxMCE (Linux Media Center Edition)
- Linux Mint
- LinuxTLE
- LliureX
- LOUD (LCSEE Optimized Ubuntu Distribution)
- MAX
- Minimal Desktop for Ubuntu
- Molinux
- Moon OS
- Mythbuntu
- Nova
- nUbuntu (Network Ubuntu)
- OpenGEU
- PC/OS
- Peppermint OS
- Poseidon Linux
- puredyne
- Qimo 4 Kids
- Sabily
- Spri
- Super OS
- Trisquel
- TurnKey Linux Virtual Appliance Library
- UberStudent
- Ubuntu Studio
- U-lite
- UnicomOS
- XBMC Live
- Ylmf OS
- Zentyal
- ZevenOS

## Gentoo-alapú
- Calculate Linux
- Chromium OS[4]
- funtoo
- Gentoox
- Google's OS,[5] változatos, tableteken és netbookokon való használatra. Leginkább internetalapú, minden appot a Chrome böngészőből indít. Az OS felhasználói felülete a Chrome-éhoz hasonló, nem pedig az olyan rendszerekhez, mint a GNOME, a KDE stb.
- iloog
- Knopperdisk
- Pentoo
- Sabayon Linux
- SystemRescueCD
- Tin Hat Linux
- Ututo
- VidaLinux

## Pacman-alapú
- Arch Linux
- Arco Linux
- Chakra Linux
- DeLi Linux
- Frugalware Linux
- KnoppMyth
- Artix Linux

## RPM-alapú
- aLinux
- ALT Linux
- Ark Linux
- blackPanther OS
- Caldera OpenLinux
- cAos Linux
- Fedora
- Linkat
- Lycoris
- Mandriva Linux
- Red Hat Linux
- SUSE Linux
- Turbolinux
- Vine Linux
- YOPER

### Fedora-alapú
- Aurora SPARC Linux
- Berry Linux
- BLAG Linux and GNU
- EduLinux
- EnGarde Secure Linux
- Fusion Linux
- Hanthana
- K12LTSP
- Kororaa
- Linpus Linux
- Moblin
- MythDora
- Network Security Toolkit
- Ojuba Linux
- Red Hat Enterprise Linux
- Russian Fedora Remix
- Trustix
- Xange
- Yellow Dog Linux

#### Red Hat Enterprise Linux-alapú
- Asianux
- CentOS
- ClearOS
- Fermi Linux LTS
- Miracle Linux
- Oracle Enterprise Linux
- Red Flag Linux
- Rocks Cluster Distribution
- Scientific Linux
- Small centOS
- SME Server
- TrixBox

### MandrivaLinux-alapú
- Annvix
- Caixa Mágica
- Mageia
- MCNLive
- PCLinuxOS
- Trinity Rescue Kit
- Unity Linux

## Slackware-alapú
- AUSTRUMI
- BasicLinux
- Epsilon5
- HostGIS
- KateOS
- MuLinux
- NimbleX
- Recovery Is Possible
- Salix OS
- Sentry Firewall
- simpleLinux GNU/Linux
- Slackintosh
- Slamd64
- Slax
- STUX
- SuperGamer
- Topologilinux
- VectorLinux
- Wolvix
- Zenwalk
- ZipSlack

### Slax-alapú
- DAVIX
- DNALinux
- Emnix

## Egyéb disztribuciók
- Alpine Linux
- Bifrost
- Billix
- Coyote Linux
- CRUX
- DD-WRT
- Devil-Linux
- DSLinux
- ELinOS
- Endian Firewall
- Familiar Linux
- Foresight Linux
- FREESCO
- GeeXboX
- GoboLinux
- IPCop
- IPFire
- Iskolinux
- Jlime
- Lunar Linux
- MCC Interim Linux
- MkLinux
- Mobilinux
- MontaVista Linux
- NASLite
- Nitix
- OpenWrt
- Paldo GNU/Linux
- Pardus
- PS2 Linux
- Puppy Linux
- rPath
- SliTaz GNU/Linux
- Smallfoot
- SmoothWall
- Softlanding Linux System
- Sorcerer
- Source Mage GNU/Linux
- Stable Hybrid Release
- Thinstation
- Tinfoil Hat Linux
- Tiny Core Linux
- TinyMe
- tomsrtbt
- Tor-ramdisk
- xPUD
- Yggdrasil Linux/GNU/X